# RatDVD
『ratDVD』(ラットディーブイディー)は匿名のプログラマ集団が開発した、DVD-Video動画を独自のratDVD形式(ratDVDコンテナフォーマット)に変換するソフトウェア。
拡張子は.ratdvd
DVD-Videoを各種動画ファイルに圧縮変換する場合、メニュー・マルチアングル・複数音声・字幕・チャプター・特典映像といった機能が無くなってしまうが、ratDVD形式ではDVD-Videoの各種機能を残したままCD1枚程度に収まるよう高圧縮することができる。また、ratDVD形式からDVD-Videoに再変換することも可能。(劣化した画質は元に戻らない)
また、高圧縮ゆえ圧縮に非常に時間がかかるというデメリットがある。
なお、日本では、2012年6月20日に、DVDなどに用いられる「CSS」などの暗号型技術を、著作権法上の対象となる「技術的保護手段」に追加するDVDのリッピングの違法化を盛り込んだ著作権改正法案が可決されている。これに伴い、CSS等の保護技術を回避してのDVDのリッピングは私的複製の対象外となり違法行為となる（ただし、CSS等の保護技術が使われていないDVDのリッピングについては、改正後も従来と変わりはない）。CSSを回避するプログラム・装置を提供することについても規制され、刑罰の対象となる。